# Skavengers
|  | Denne artikel er oprettet af botten PalnaBot ud fra en ekstern database. Den kan derfor have sproglige fejl eller mangler. Denne skabelon kan fjernes efter kontrol af indholdet. |

Skavengers er en spillefilm instrueret af Nikolaj Tarp efter manuskript af Nikolaj Tarp, Jacob Weinreich.